# 徴崇
徴 崇（ちょう すう、生没年不詳）は、中国後漢末期から三国時代の呉の学者・政治家。字は子和。司隸河南郡の人。

## 生涯
『易経』や『春秋左氏伝』を修め、讖緯の学にも精通していた。元は李という姓だったが、世が乱れると姓を変えて会稽郡に隠遁し、自ら田畑を耕し、心のままに生活を送った。彼を慕い学問の教えを乞う者は多くいたが、教授したのは数人だけで、それ以上になると弟子入りを断っていた。弟子に取った者たち全員の学業が大成することを願ってのことだという。
呉の高官である歩騭らと親しく交わり、厳畯から「徴崇の行いは世俗を磨くに足り、その学問は師と仰ぐに足る」と推挙された。初めて太子の孫登に目通りした時、徴崇は病気だったため、拝礼は免除された。東宮の官僚たちからは助言を求められ、孫登からも珍しい話があるごとに意見を求められた。程秉が太傅、徴崇が率更令の官にあった時、両者は共に学問に精通し、行いが立派だったと称えられている。年70で死去した。

## 李崇について
『三国志』呉書には徴崇の他に、中書郎の李崇という人物も登場する。徴崇の旧姓が李であることから、同書の邦訳であるちくま学芸文庫『正史 三国志』の人名索引では、両者を同一人物として扱っている。李崇の事績としては、太元元年（251年）に孫権の命で神を自称する王表を迎え、都に向かう道中で議論を交わしたこと、太平3年（258年）に孫綝の命を受け、廃位のため孫亮から璽綬を没収したことが伝わる。